# اداره گمرک و حفاظت مرزی ایالات متحده آمریکا

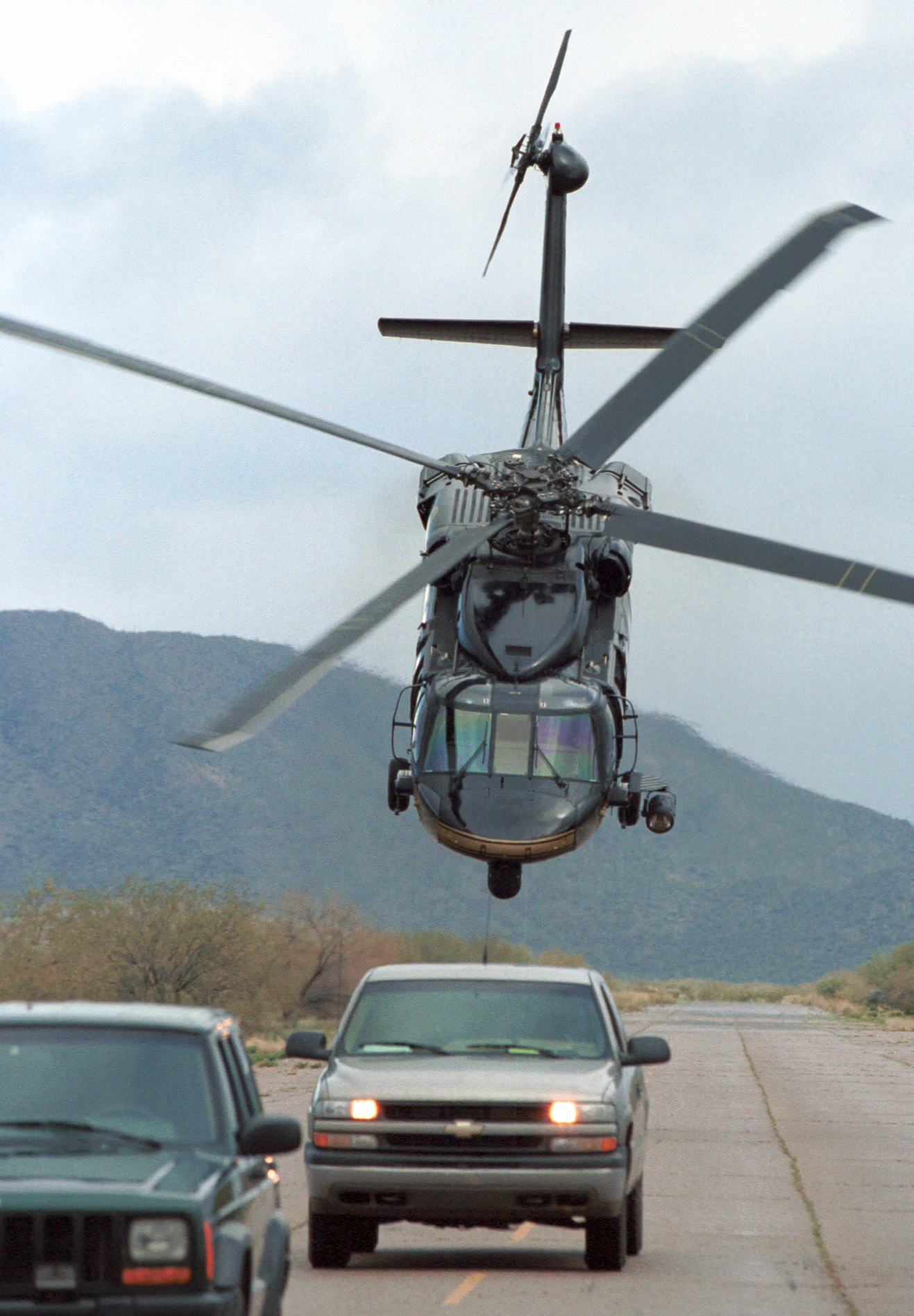
یک هلیکوپتر این سازمان در حال تعقیب اتومبیلهای مظنون

اداره گمرک و محافظت مرزی ایالات متحده آمریکا (به انگلیسی: U.S. Customs and Border Protection) یک سازمان دولتی است که وظیفه کنترل گمرکات و نیز محافظت از مرزهای ایالات متحده آمریکا را بر عهده دارد.
این سازمان نزدیک به ۵۷۰۰۰ کارمند دارد (سال ۲۰۰۸)، و زیر نظر وزارت امنیت میهن ایالات متحده آمریکا می‌باشد. گشت مرزی ایالات متحده آمریکا شاخه‌ای از این سازمان است.

## نگارخانه

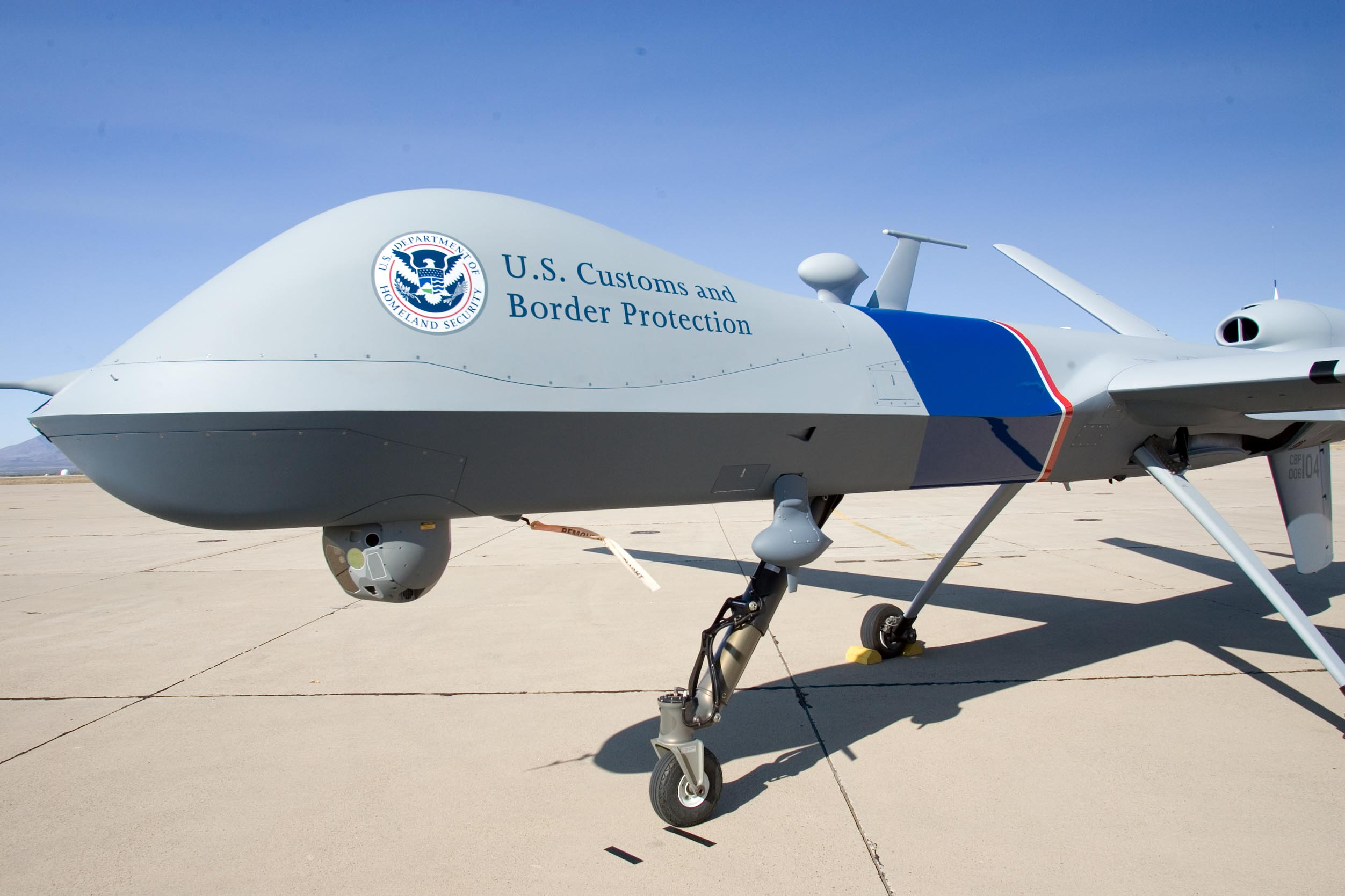
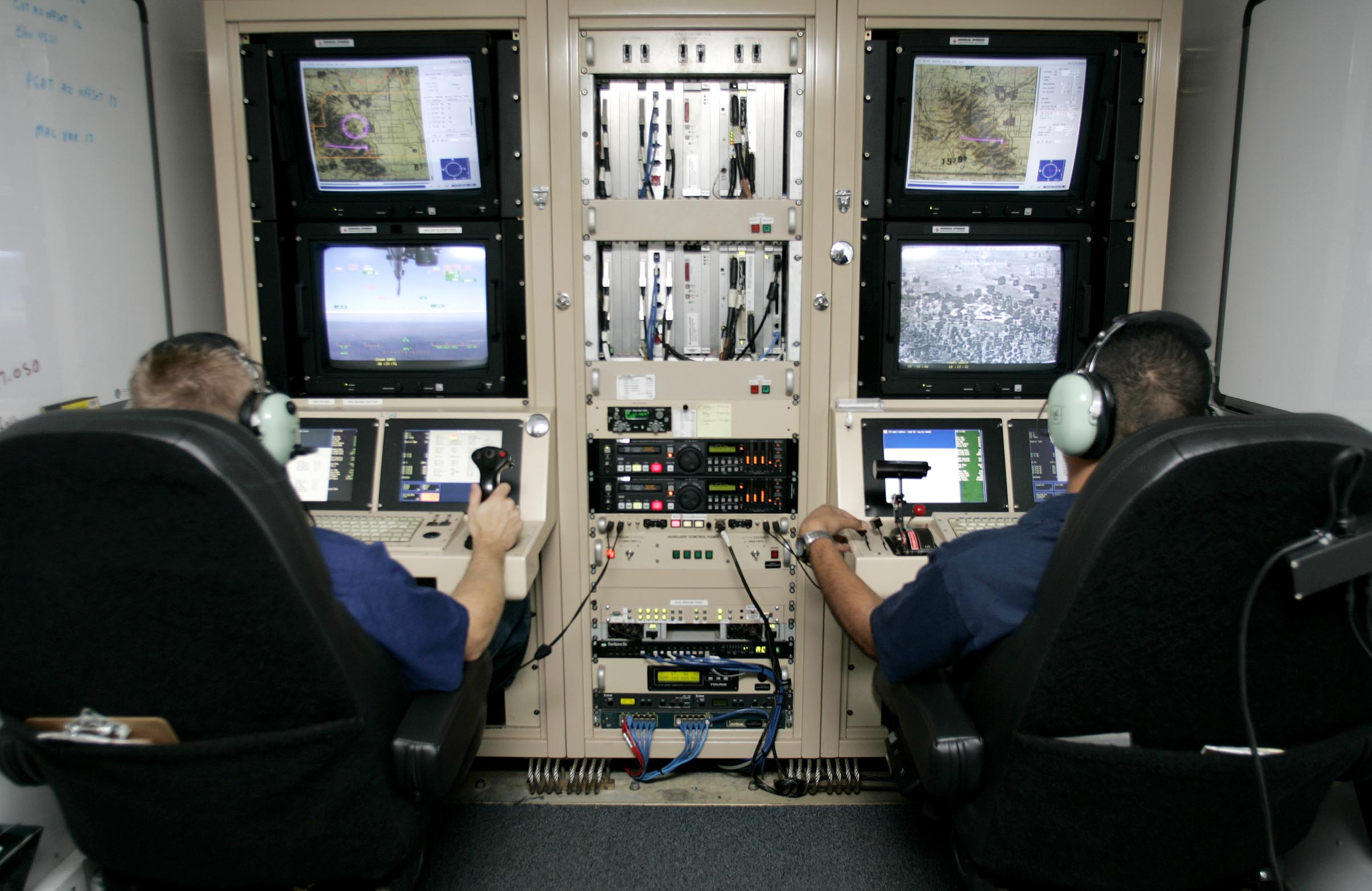
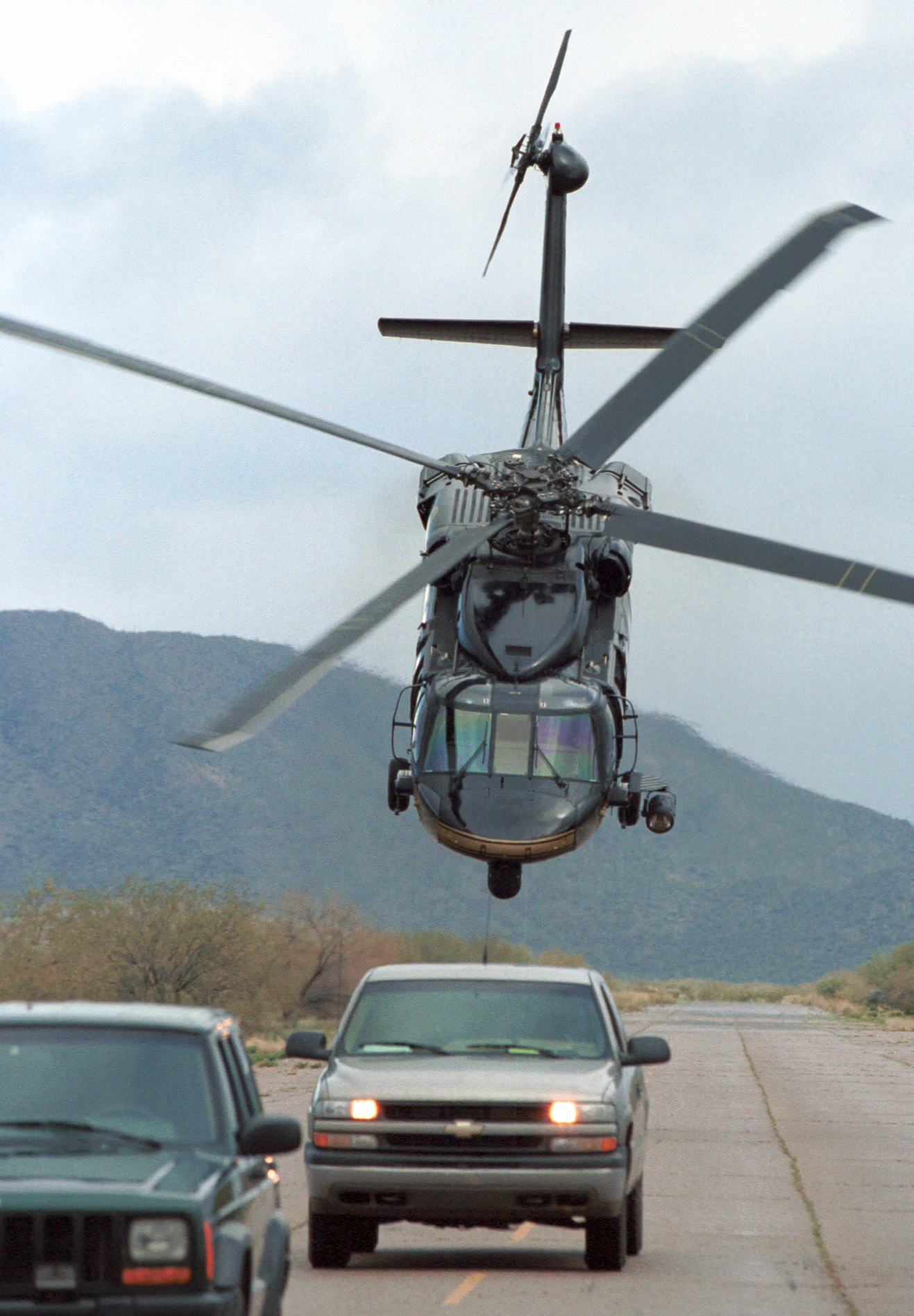
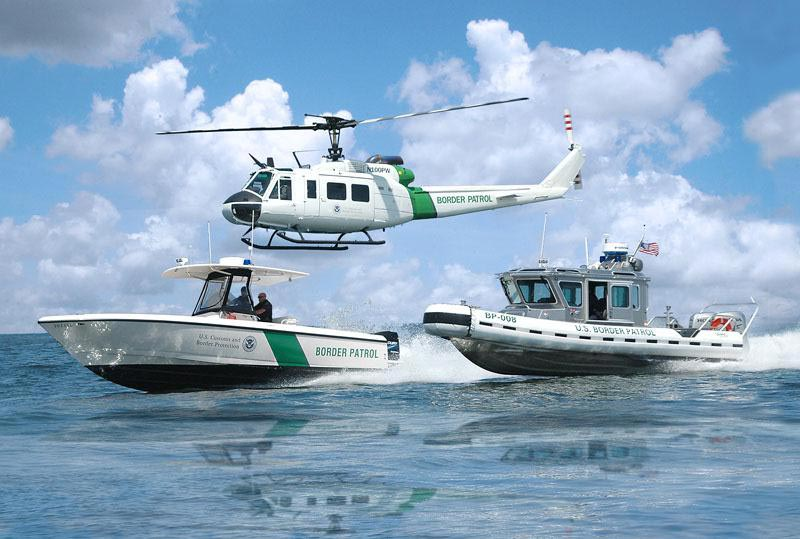
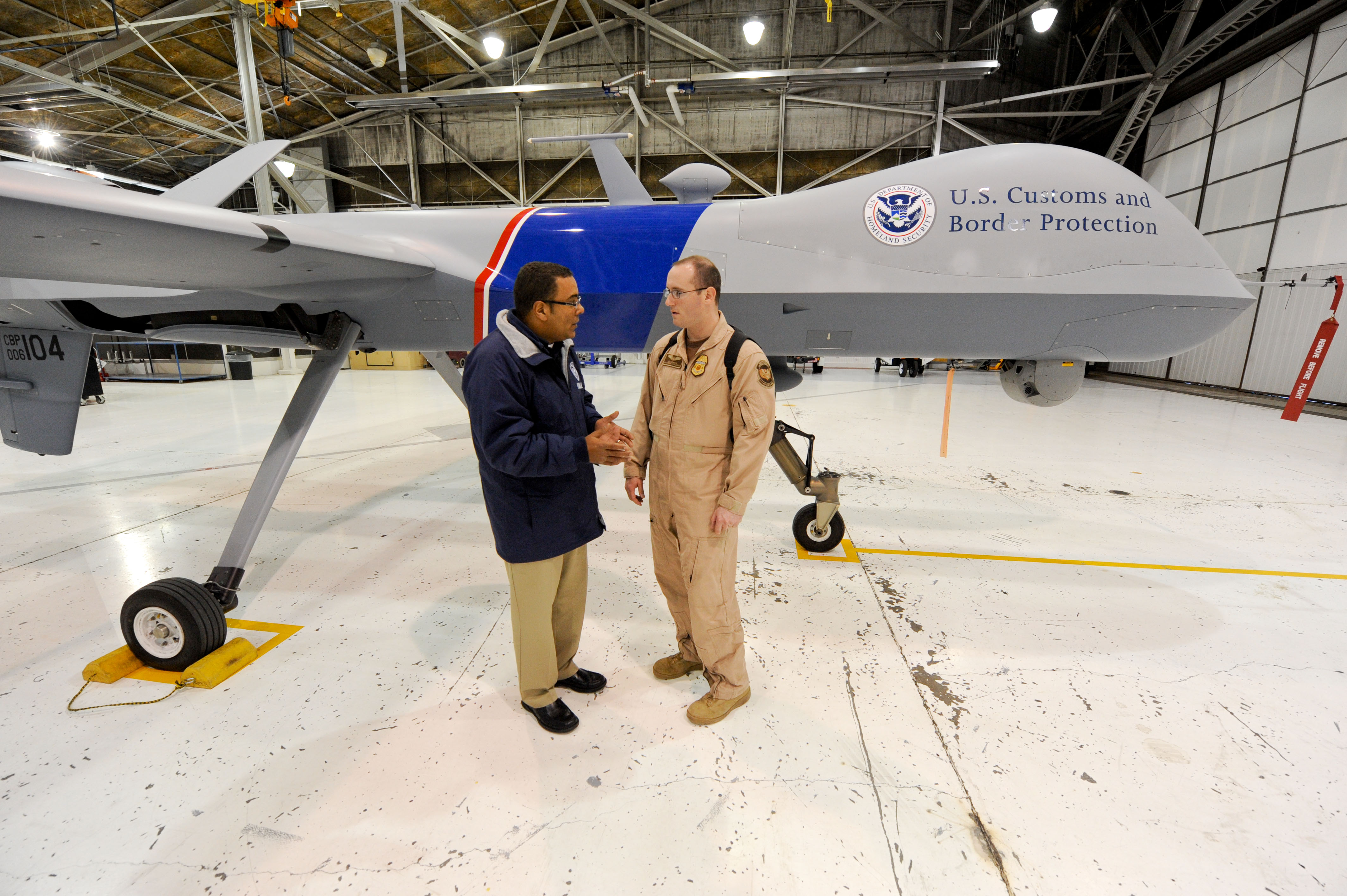
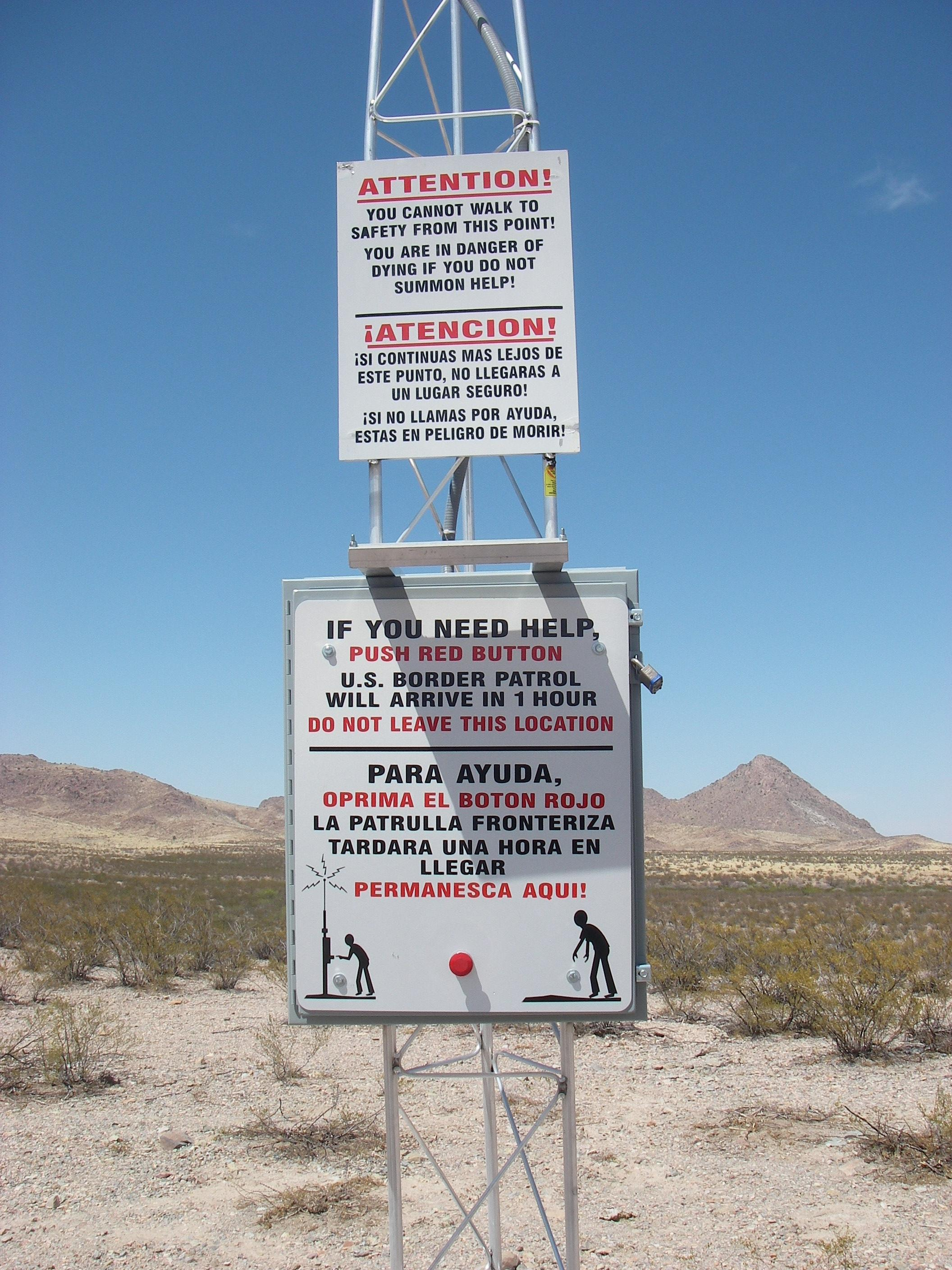